# Cardboard Cathedral
Cardboard Cathedral är en tillfällig katedral i det anglikanska stiftet i Christchurch belägen i Christchurch, Nya Zeeland. Katedralen uppfördes efter ritningar av japanske arkitekten Shigeru Ban och öppnades i augusti 2013. I kyrkorummet ryms omkring 700 personer.
Kyrkplatsen ligger i hörnet av Hereford Street och Madras Street i Latimer Square, några kvarter bort från ChristChurch Cathedral, som skadades allvarligt vid jordbävningen 2011. På samma plats där Cardboard Cathedral numera står fanns tidigare St John the Baptist Church som raserades vid jordbävningen 2011.

## Kyrkobyggnaden
Byggnaden reser sig 21 meter ovanför altaret. Material som används är 60 centimeter breda rör av kartong, trä och stål. Taket är av polykarbonat. Åtta containrar bildar väggarna. Grunden är en betongplatta. Arkitekten ville att kartongrör skulle vara konstruktionselement, men lokala tillverkare kunde inte producera tillräckligt tjocka rör och importerad kartong avvisades. De 96 rören är förstärkta med limträbalkar och belagda med vattentät polyuretan och flamskyddsmedel. Rören har fem centimeter stora mellanrum för ljusinsläpp. I stället för ett nytt rosettfönster, har byggnaden trekantiga bitar av målat glas. Byggnaden fungerar både som konferenslokal och som kyrka.

## Bildgalleri

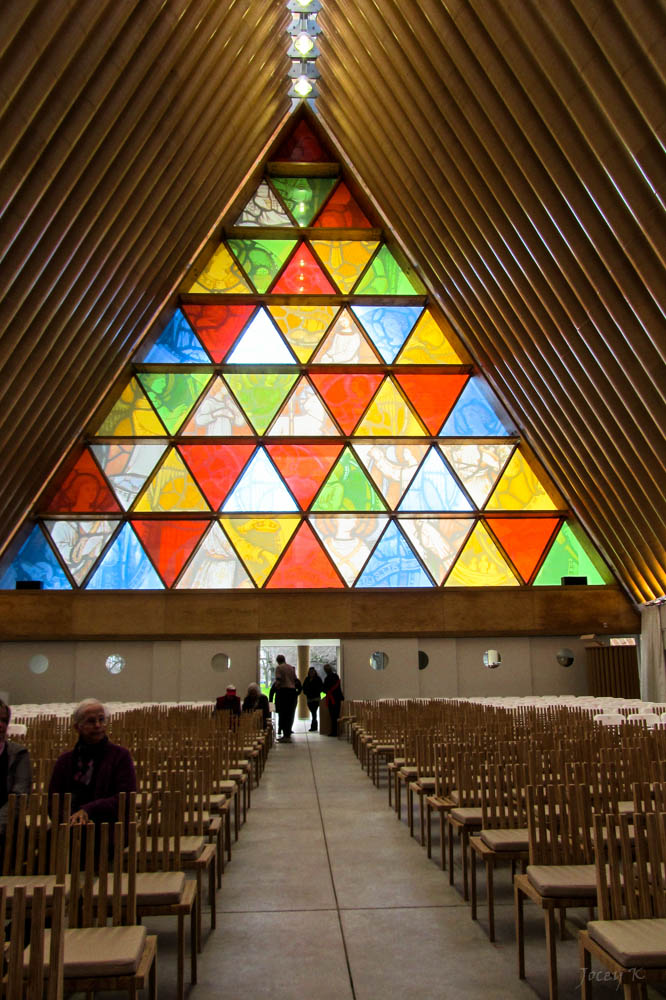
Interiören mot väster.
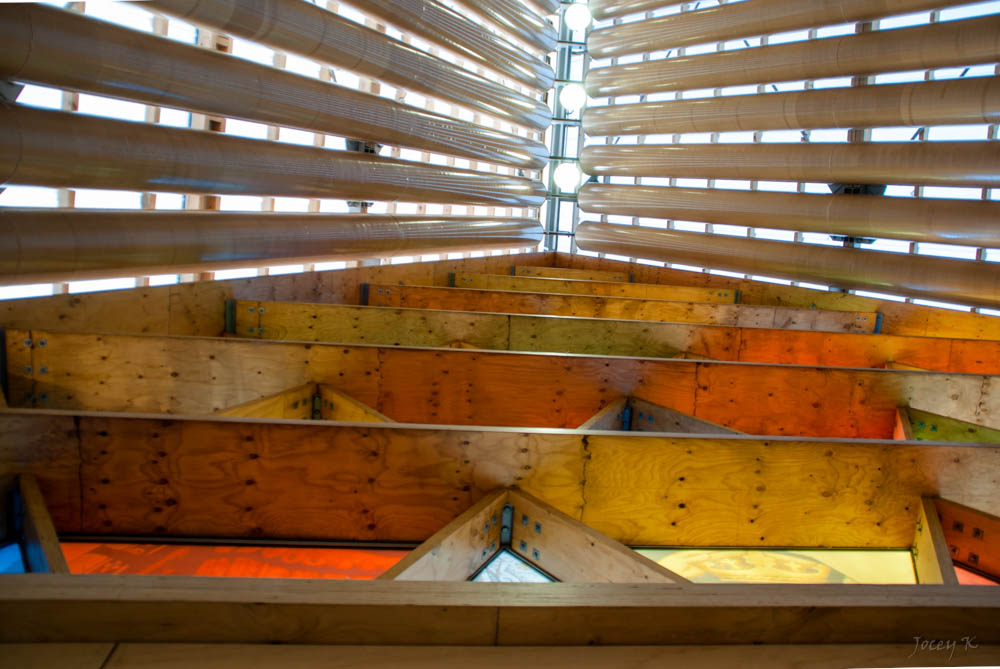
Vy mot taket vid kyrkans ingång.
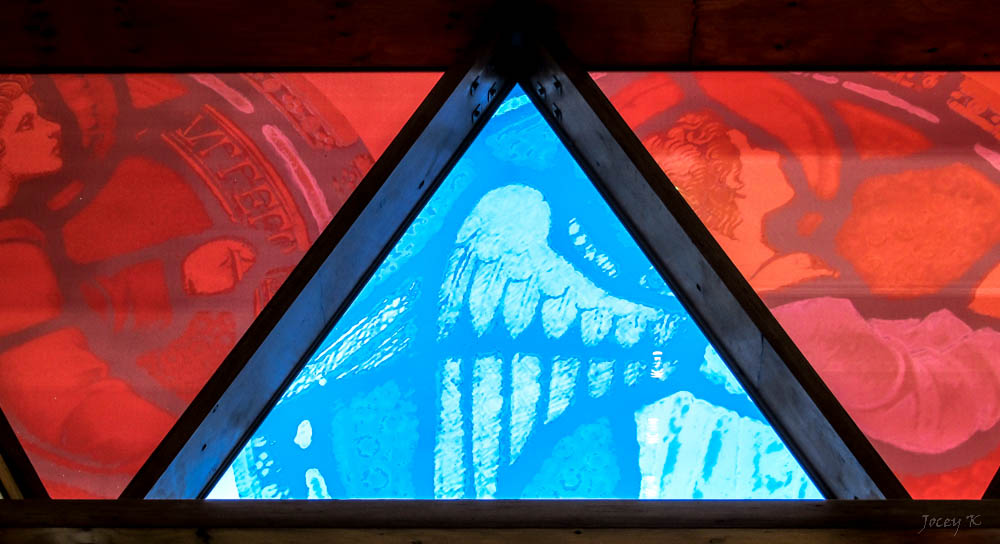
Del av kyrkfönstret vid ingången.
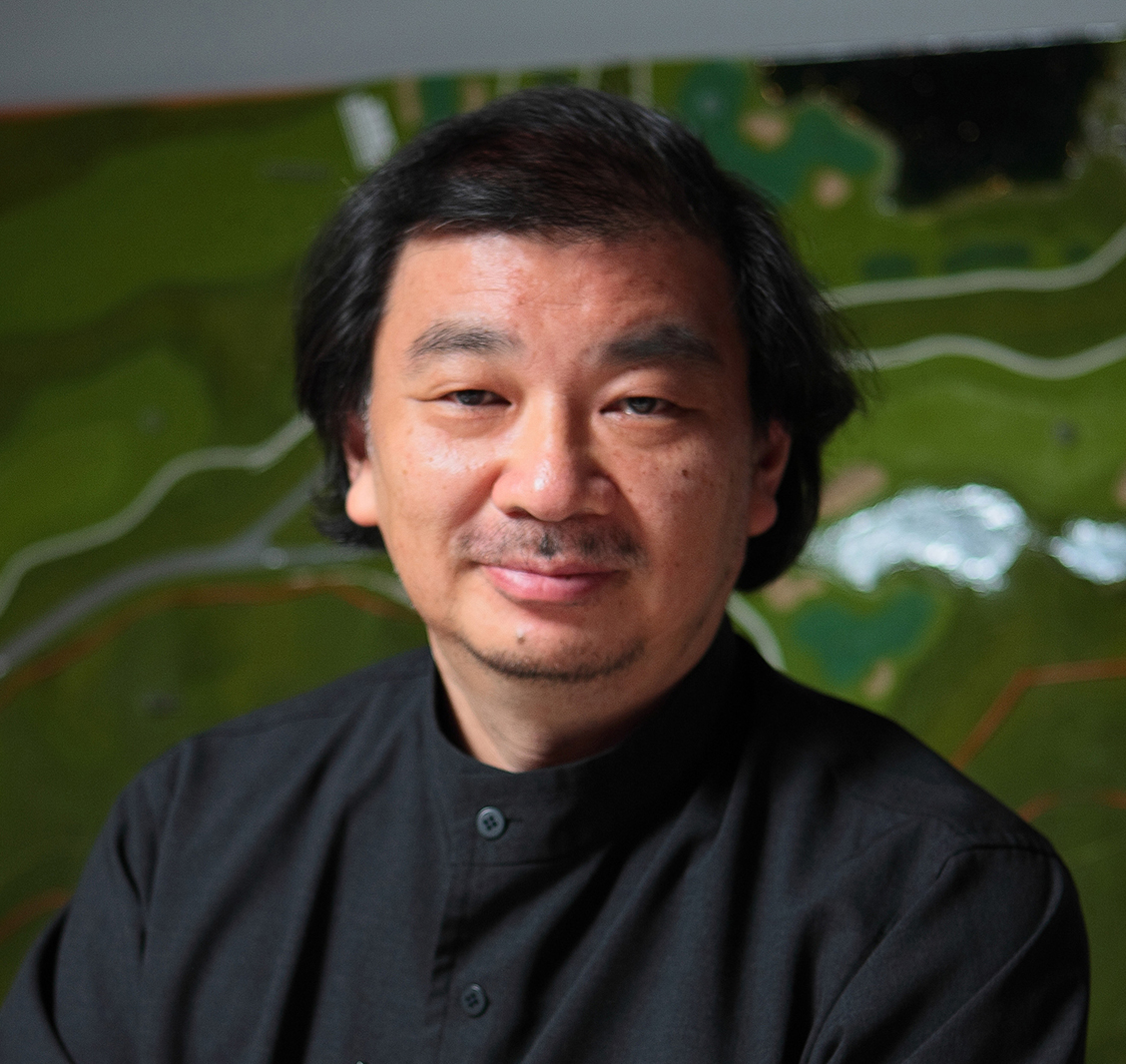
Shigeru Ban.